# Женская сборная Дании по хоккею на траве
Женская сборная Дании по хоккею на траве — женская сборная по хоккею на траве, представляющая Данию на международной арене. Управляющим органом сборной выступает Союз хоккея на траве Дании (дат. Dansk Hockey Union, англ. Danish Hockey Union).

## Результаты выступлений

### Чемпионат Европы (индорхоккей)
I дивизион
- 1993 — 8-е место
- 1996 — 8-е место

II дивизион
- 1998 — 5-е место
- 2000 — 4-е место
- 2010 — 5-е место
- 2012 — 7-е место

III дивизион
- 2008 —